# Nowomichajłowka (Chakasja)
Nowomichajłowka (ros. Новомихайловка) – wieś w Rosji, w Chakasji, w rejonie ałtajskim. W 2010 liczyła 1011 mieszkańców.